# 曲毛楼梯草
曲毛楼梯草（学名：Elatostema retrohirtum）为荨麻科楼梯草属的植物，是中国的特有植物。分布在中国大陆的广东、四川、广西、云南等地，生长于海拔450米至600米的地区，常生于丘陵、低山谷发林中及林边，目前尚未由人工引种栽培。

## 别名
铁螃蟹（四川兴文）